# The Chieftains (album)
The Chieftains è il primo album in studio del gruppo musicale irlandese The Chieftains, pubblicato nel 1963.

## Tracce
1. Sé Fáth mo Bhuartha / The Lark on the Strand / An Fhallaingín Mhuimhneach / Trim the Velvet – 7:38
2. An Comhra Donn / Murphy's Hornpipe – 4:30
3. Cailín na Gruaige Doinne (The Brown-Haired Girl) – 2:40
4. Comb Your Hair and Curl It / The Boys of Ballisodare – 3:00
5. The Musical Priest / The Queen of May – 3:25
6. The Walls of Liscarroll Jig – 2:31
7. An Dhruimfhionn Donn Dílis – 2:00
8. The Connemara Stocking / The Limestone Rock / Dan Breen's – 2:40
9. Casadh an tSúgan – 3:38
10. The Boy in the Gap – 1:12
11. Saint Mary's, Church Street / Garret Barry, The Battering Ram / Kitty goes a-Milking, Rakish Paddy – 6:39

## Formazione
- Paddy Moloney – uilleann pipes, tin whistle
- Martin Fay – fiddle
- Seán Potts – tin whistle
- Michael Tubridy – flauti, concertina, tin whistle
- David Fallon – bodhrán